# موقع تشيمني روك التاريخي الوطني
```
تشيمني روك
 
(
بالإنجليزية
: 
 Chimney Rock
)‏
 هو تشكيل صخري جيولوجي بارز في 
مقاطعة موريل
 في غرب 
نبراسكا
. يصل إلى ارتفاع ما يقرب من 91 متر فوق وادي نهر نورث بلات القريب، تصل قمة تشيمني روك إلى ارتفاع 1289 متر فوق مستوى سطح البحر. كان تشيمني روك معلماً هاماً على طول طريق 
مسلك أوريغون
 وكاليفورنيا تريل ومورمون تريل خلال منتصف القرن التاسع عشر. كانت هذه الطرق على طول الجانب الشمالي من الصخرة، والتي لا تزال علامة بارزة للمسافرين اليوم على طول طريق 26 وطريق نبراسكا السريع 92 .
```

## التاريخ
قبل الاستكشاف والاستيطان من قبل المهاجرين الأوروبيين، كان الأمريكيون الأصليون يشيرون إلى هذا التكوين بمصطلح يعني «قضيب الأيل». يعتقد أن أول من رأى التشكيل من غير السكان الأصليين هم مرافقي المستكشف روبرت ستيوارت في رحلتهم شرقا من المحيط الهادئ في عام 1813. تم تسجيل تشيمني روك في العديد من المجلات بعد رحلة ستيوارت.
من المحتمل أن يكون اسم «تشيمني روك» قد نشأ من تجار الفراء الأوائل. أول ذكر مسجل لـ «تشيمني روك» كان في عام 1827 من قبل جوشوا بيلتشر.
كان هناك بلدة صغيرة تسمى تشيمني روك قريبة من هذا التشكيل الصخري. تم إنشاء مكتب بريد في مدينة تشيمني روك عام 1913، وظل يعمل حتى عام 1922.
استنادًا إلى الرسومات، واللوحات، والحسابات المكتوبة، وصورة رسمها دارتون تعود لعام 1897، يمكن ملاحظة أن تشيمني روك كانت أطول عندما شاهدها المستوطنون لأول مرة، ويقل طولها منذ ذلك الحين بسبب التعرية والبرق.

## جيولوجيا
يتكون تشيمني روك بشكل رئيسي من الطين المغطى بالرماد البركاني والحجر الرملي. طبقات الحجر الرملي الأكثر صلابة بالقرب من الجزء العلوي تحمي العمود لأنها انفصلت عن خط الجرف المتراجع إلى الجنوب. يرتفع تشيمني روك حوالي 87 متر عن ما يحيطه.

## اليوم

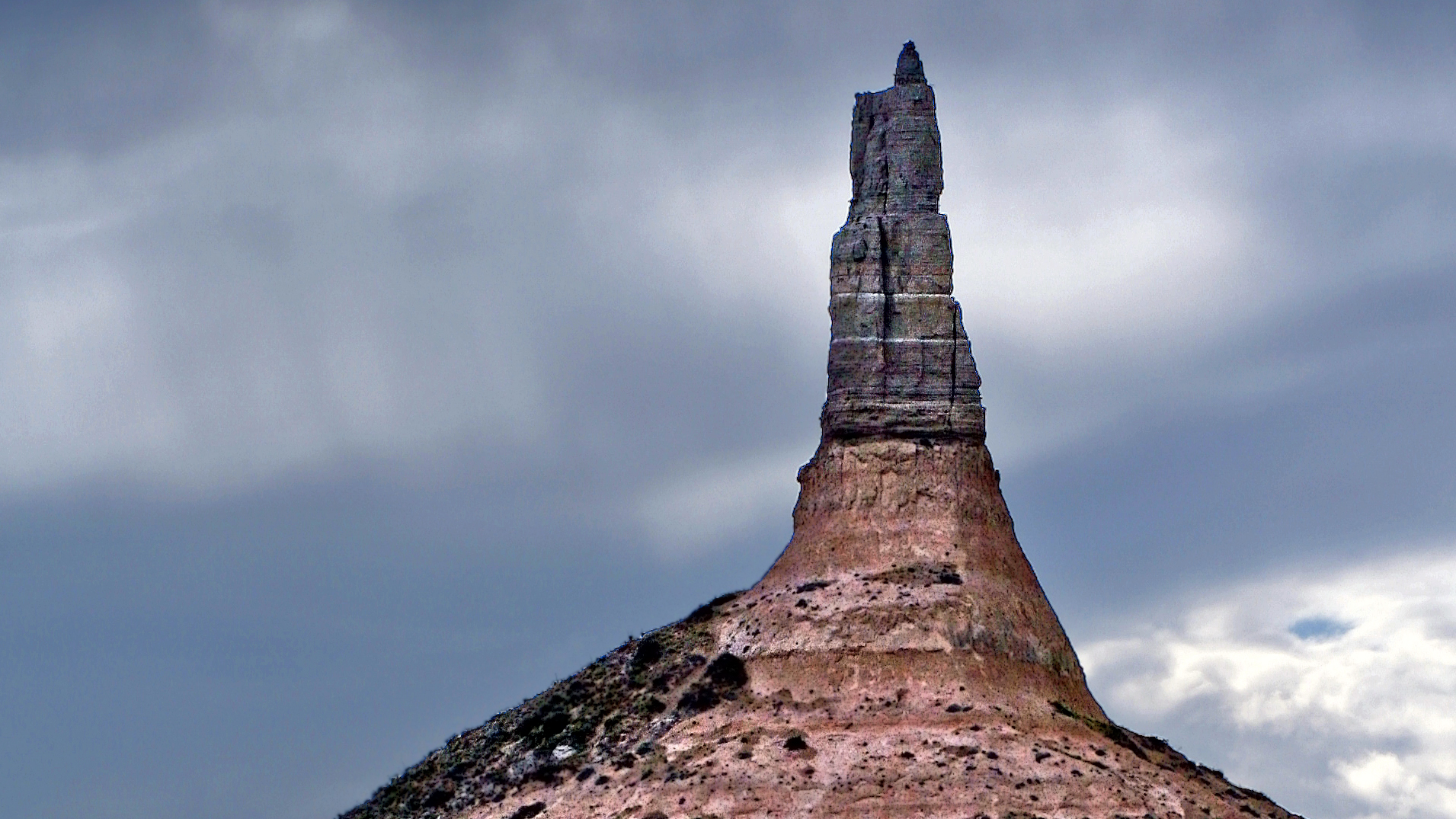
صورة مقربة لتشيمني روك

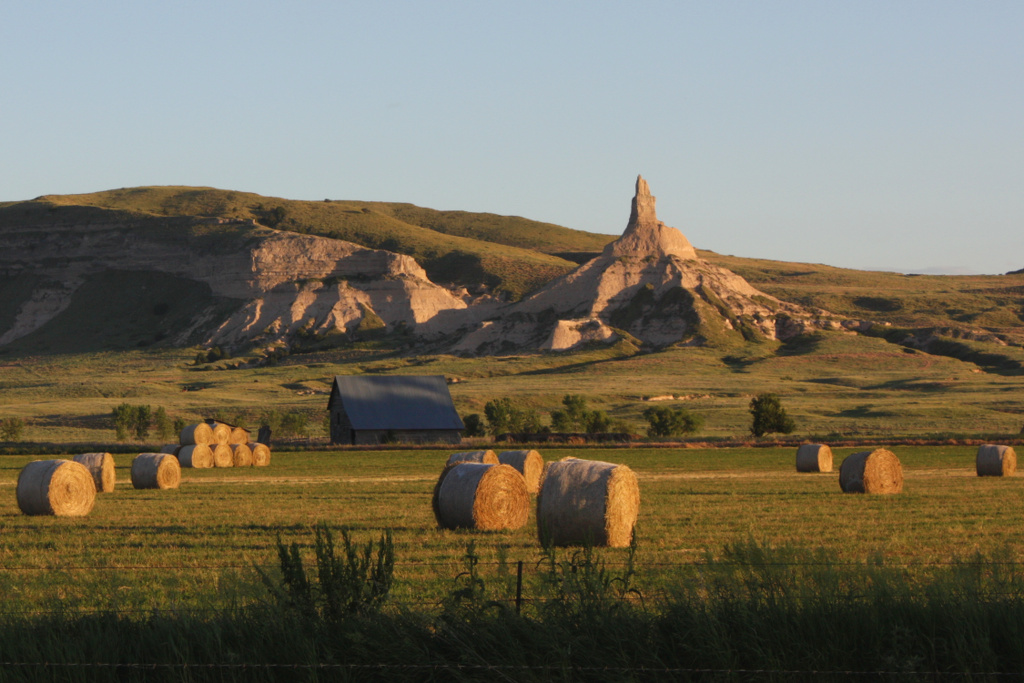
تشيمني روك من الشمال (2016)

تم اعلان تشيمني روك كموقع تاريخي وطني في 9 أغسطس 1956، وهي منطقة مخصصة كمتنزه وطني، على الرغم من أنه يتم الحفاظ عليها وإدارتها من قبل مؤسسة هيستوري نيبراسكا. تشيمني روك وصخرة الاستقلال غربًا في وايومنغ هما ميزتان بارزتان على طول مسار أوريجون. يقع تشيمني روك على بعد 20 ميلاً جنوب شرق نصب سكوتس بلاف الوطني، على طريق نبراسكا السريع 92.

## روابط خارجية
- تشيمني روك
- موقع تشيمني روك التاريخي الوطني.